# Vladimir Strijevski
Vladimir Radchenko dit Vladimir Strijevski (orthographié Vladimir Strizhevsky en anglais) est un réalisateur et scénariste russe, né en 1892 à Ekaterinoslav (aujourd'hui Dnipro, alors dans l'Empire russe) et mort en 1970 à Los Angeles (États-Unis).

## Filmographie partielle[1]
- 1924 : Taras Bulba
- 1930 : La Vie aventureuse de Catherine I de Russie (Spielereien einer Kaiserin)
- 1932 : Le Sergent X ou Le Désert
- 1936 : Les Bateliers de la Volga
- 1938 : Nuits de princes